# Saîf-Eddine Khaoui
Saîf-Eddine Khaoui (ur. 27 kwietnia 1995 w Paryżu) – tunezyjski piłkarz francuskiego pochodzenia występujący na pozycji pomocnika we francuskim klubie Clermont oraz w reprezentacji Tunezji. Wychowanek Entente SSG, w trakcie swojej kariery grał także w takich zespołach, jak Tours, Olympique Marsylia, Troyes oraz Caen. Młodzieżowy reprezentant Francji.

## Statystyki kariery
(aktualne na dzień 25 czerwca 2021)
| Klub               | Sezon              | Liga               | Liga  | Liga   | Puchar kraju | Puchar kraju | Puchar ligi | Puchar ligi | Europa | Europa | Suma  | Suma   |
| Klub               | Sezon              | Liga               | Mecze | Bramki | Mecze        | Bramki       | Mecze       | Bramki      | Mecze  | Bramki | Mecze | Bramki |
| ------------------ | ------------------ | ------------------ | ----- | ------ | ------------ | ------------ | ----------- | ----------- | ------ | ------ | ----- | ------ |
| Tours              | 2013/14            | Ligue 2            | 10    | 0      | 0            | 0            | 0           | 0           | –      | –      | 10    | 0      |
| Tours              | 2014/15            | Ligue 2            | 2     | 1      | 1            | 0            | 0           | 0           | –      | –      | 3     | 1      |
| Tours              | 2015/16            | Ligue 2            | 27    | 3      | 1            | 0            | 4           | 0           | –      | –      | 32    | 3      |
| Olympique Marsylia | 2016/17            | Ligue 1            | 9     | 0      | 0            | 0            | 1           | 0           | –      | –      | 10    | 0      |
| Troyes (wyp.)      | 2017/18            | Ligue 1            | 32    | 5      | 2            | 0            | 1           | 0           | –      | –      | 35    | 5      |
| Caen (wyp.)        | 2018/19            | Ligue 1            | 25    | 3      | 3            | 2            | 1           | 1           | –      | –      | 29    | 6      |
| Olympique Marsylia | 2019/20            | Ligue 1            | 7     | 0      | 3            | 0            | 1           | 0           | –      | –      | 11    | 0      |
| Olympique Marsylia | 2020/21            | Ligue 1            | 17    | 2      | 2            | 0            | 0           | 0           | 0      | 0      | 19    | 2      |
| Ogólnie w karierze | Ogólnie w karierze | Ogólnie w karierze | 129   | 14     | 12           | 2            | 8           | 1           | 0      | 0      | 149   | 17     |